# Quibala

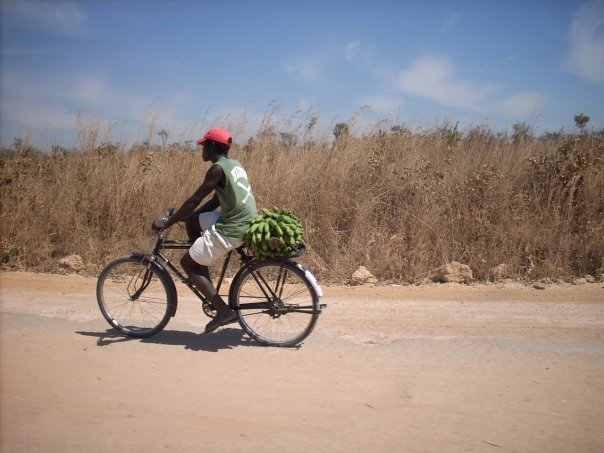
Sur la route entre Quibala et Huambo.

Quibala (également écrit Kibala) est une municipalité de la province de Kwanza Sud, en Angola, à 300 kilomètres au sud-est de Luanda. 
Le territoire de la commune couvre une superficie de 5 875 km2. Elle est entourée par la ville de Calulo au nord, par la ville de Waku-Kungo à l'est, par la municipalité de Ebo au sud, et à l'ouest par la municipalité de Gabela et par Porto Amboim.
Pendant la guerre civile angolaise, et notamment fin 1975, Quibala est un nœud de communication important pour les belligérants, à mi-chemin entre Huambo détenu par l'UNITA, aidé par l'Afrique du Sud,  et Luanda, la capitale, détenue par le MPLA.
La romancière Chó do Guri est née à Quibala en 1959.